# Mentiras
 (août 2022).
La mise en forme du texte ne suit pas les recommandations de Wikipédia : il faut le « wikifier ».
Les points d'amélioration suivants sont les cas les plus fréquents. Le détail des points à revoir est peut-être précisé sur la page de discussion.
- Les titres sont pré-formatés par le logiciel. Ils ne sont ni en capitales, ni en gras.
- Le texte ne doit pas être écrit en capitales (les noms de famille non plus), ni en gras, ni en italique, ni en « petit »…
- Le gras n'est utilisé que pour surligner le titre de l'article dans l'introduction, une seule fois.
- L'italique est rarement utilisé : mots en langue étrangère, titres d'œuvres, noms de bateaux, etc.
- Les citations ne sont pas en italique mais en corps de texte normal. Elles sont entourées par des guillemets français : « et ».
- Les listes à puces sont à éviter, des paragraphes rédigés étant largement préférés. Les tableaux sont à réserver à la présentation de données structurées (résultats, etc.).
- Les appels de note de bas de page (petits chiffres en exposant, introduits par l'outil «  Source ») sont à placer entre la fin de phrase et le point final[comme ça].
- Les liens internes (vers d'autres articles de Wikipédia) sont à choisir avec parcimonie. Créez des liens vers des articles approfondissant le sujet. Les termes génériques sans rapport avec le sujet sont à éviter, ainsi que les répétitions de liens vers un même terme.
- Les liens externes sont à placer uniquement dans une section « Liens externes », à la fin de l'article. Ces liens sont à choisir avec parcimonie suivant les règles définies. Si un lien sert de source à l'article, son insertion dans le texte est à faire par les notes de bas de page.
- La présentation des références doit suivre les conventions bibliographiques. Il est recommandé d'utiliser les modèles {{Ouvrage}}, {{Chapitre}}, {{Article}}, {{Lien web}} et/ou {{Bibliographie}}. Le mode d'édition visuel peut mettre en forme automatiquement les références.
- Insérer une infobox (cadre d'informations à droite) n'est pas obligatoire pour parachever la mise en page.

Pour une aide détaillée, merci de consulter Aide:Wikification.
Si vous pensez que ces points ont été résolus, vous pouvez retirer ce bandeau et améliorer la mise en forme d'un autre article.
Mentiras est une série télévisée espagnole produite par Atresmedia Studios, la société de production télévisuelle tierce d'Atresmedia. Il met en vedette Javier Rey, Ángela Cremonte, Manuela Velasco, Susi Sánchez et Paco Tous, entre autres. Il s'agit d'une adaptation espagnole de la série anglaise Liar, qui a été créée par les frères Harry et Jack Williams pour ITV et SundanceTV. Contrairement aux autres séries d'Atresmedia Studios, qui étaient destinées aux plateformes de streaming telles que Movistar+ ou Amazon Prime Video, cette série a été produite pour être diffusée sur la chaîne principale d'Atresmedia, Antena 3. Toutefois, il a été annoncé par la suite qu'elle serait diffusée en avant-première exclusivement sur Atresplayer Premium le 19 avril 2020, la première sur Antena 3 n'ayant pas été précisée. Il a finalement été diffusé à la télévision sur Antena 3 le 12 janvier 2022.

## Synopsis
Laura Munar (Ángela Cremonte) est une jeune professeur de littérature dont la vie change complètement lorsque, après avoir passé une nuit avec le célèbre chirurgien de Palma de Majorque (où se déroule l'action), Xavier Vera (Javier Rey), elle croit qu'il l'a violée. Les inspecteurs Daniela Bauzá (Itziar Atienza) et Víctor Silva (Paco Tous) auront la mission compliquée de résoudre une affaire obscure pour laquelle il n'existe pratiquement aucune preuve, et dans ce cas, ce sera la parole de l'un contre l'autre ; mais elle a un problème qui ne lui facilitera peut-être pas la tâche face aux autorités, à savoir qu'elle a un passé de plaintes pour harcèlement et troubles psychologiques.

## Distribution

### Protagonistes
- Ángela Cremonte - Laura Munar
- Javier Rey - Xavier Vera
- Manuela Velasco - Catalina « Cata » Munar
- Miquel Fernández - Iván Reyes
- Itziar Atienza - Daniela Bauzá Fortún
- Víctor Duplá - Sergio

Avec la collaboration spéciale de
- Paco Tous – Víctor Silva
- Clara Segura – Directora del hospital (Épisodes 2 et 4)
- Pau Durà – Mario Cuevas (Épisodes 2 - 3)
- Susi Sánchez – Teresa (Épisode 4)
- Eva Llorach – Amparo (Épisodes 4 et 6)

### Personnages secondaires
- Óscar Ortuño – Lucas Vera
- Sofía Oria – Amal Maalouf
- Fran Cantos – Rafael "Rafa" Nieto (Épisodes 1, 4 et 6)
- Rubén de Eguía – Ricard (Épisodes 1, 2 et 4)
- Rodrigo Sáenz de Heredia – Pedro (Épisodes 1, 2 et 6)
- Paloma Vidal – Cristina (Épisode 1)
- Carlos Llecha – Pol (Épisodes 1, 5 et 6)
- Rafa Ortiz – Nico (Épisodes 1, 2 et 4)
- Ana Garberí - Clara, amie d'Amal (Épisodes 1, 4 et 6)
- Khaled Kouka - Sr. Maalouf (Épisode 3)
- Diego Godoy - Luis (Épisode 3)
- Jorge Kent - Fran (Épisodes 4 et 6)
- Alejandra Lorente - Elena (Épisode 4)
- Pedro Freijeiro - Jaume (Épisode 4)
- Ascen López - Adela (Épisodes 5 et 6)
- Sara Moraleda - Mía (Épisodes 5 et 6)
- Pedro Aijón - César (Épisode 5)
- Agnes Llobet - Julia (Épisode 6)
- Ana Gracia - Victoria (Épisode 6)

## Saisons et épisodes
| Saison | Épisodes | Début (Antena 3) | Fin (Antena 3)  | Audience    | Audience |
| Saison | Épisodes | Début (Antena 3) | Fin (Antena 3)  | Spectateurs | Parts    |
| ------ | -------- | ---------------- | --------------- | ----------- | -------- |
| 1      | 6        | 12 janvier 2022  | 16 février 2022 | 1 647 000   | 13,3%    |

### Saison 1
| N° | Titre             | Réalisé par          | Date de transmission (Antena 3) | Date de l'avant-première (Atres Premium | Audience (Antena 3) |
| -- | ----------------- | -------------------- | ------------------------------- | --------------------------------------- | ------------------- |
| 1  | ¿Me Crees?        | Norberto López Amado | 12 janvier 2022                 | 19 avril 2020                           | 1 734 000 (13,2%)   |
| 2  | Consecuencias     | Norberto López Amado | 19 janvier 2022                 | 26 avril 2020                           | 1 551 000 (12,6%)   |
| 3  | No sirve de nada  | Curro Novallas       | 26 janvier 2022                 | 3 mai 2020                              | 1 541 000 (12,2%)   |
| 4  | ¿A cuántas más?   | Curro Novallas       | 2 février 2022                  | 10 mai 2020                             | 1 660 000 (13,3%)   |
| 5  | La verdad         | Norberto López Amado | 9 février 2022                  | 17 mai 2020                             | 1 588 000 (13,4%)   |
| 6  | Estamos muy cerca | Norberto López Amado | 16 février 2022                 | 24 mai 2020                             | 1 810 000 (14,9%)   |